# Ligne 132 (Infrabel)

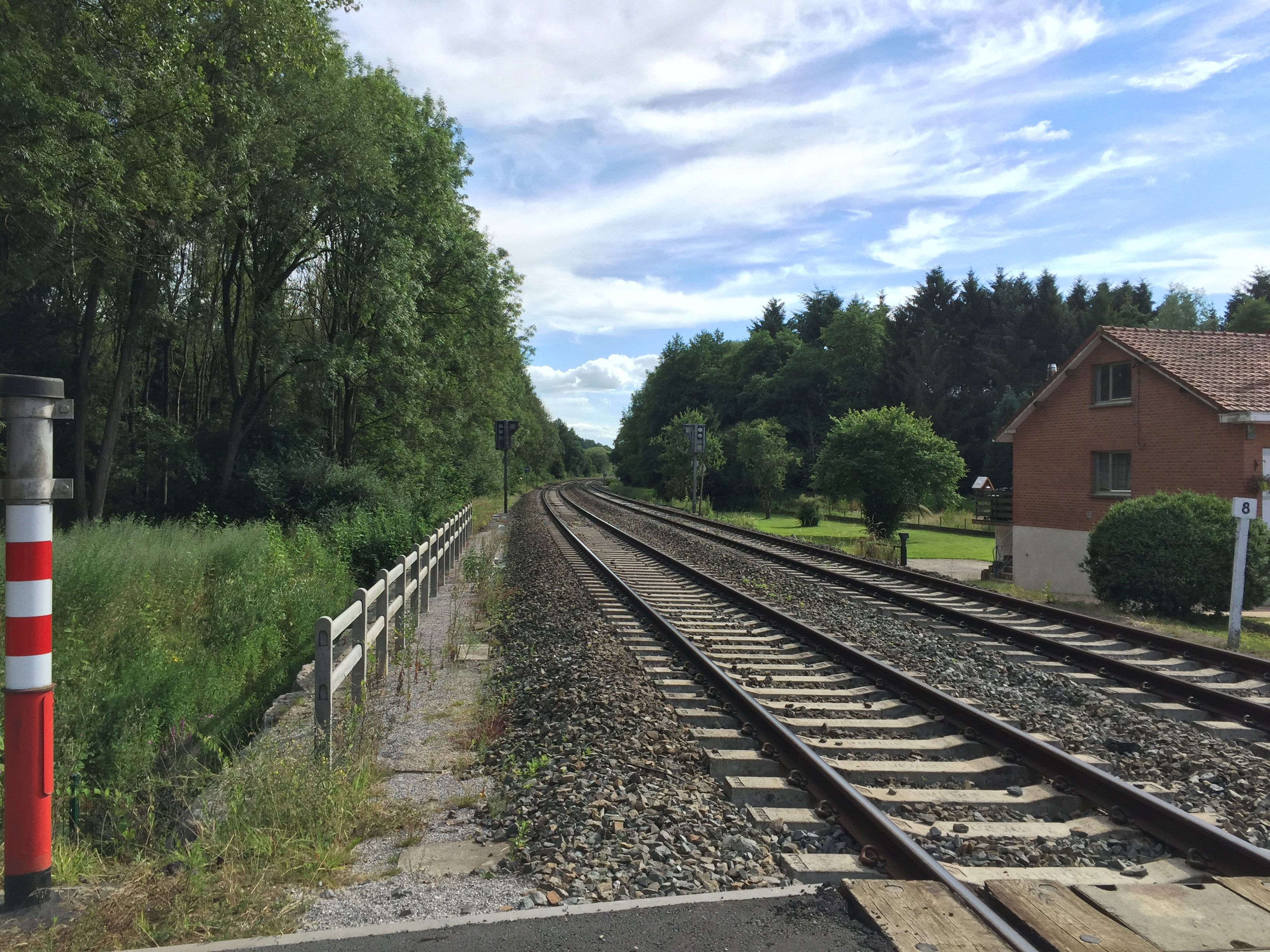
La ligne à Cour-sur-Heure.

La ligne 132 Charleroi - Mariembourg - Treignes - Vireux (F) est une ligne ferroviaire belge qui fut établie par la Société du chemin de fer de l'Entre-Sambre-et-Meuse.
Actuellement, le tronçon Charleroi - Mariembourg est exploité par les autorails de la SNCB (série 41) qui sont prolongés jusqu'à Couvin via la ligne 134. Ces deux lignes sont les seules non électrifiées de Wallonie où passent encore des trains de voyageurs SNCB.
La section Mariembourg - Treignes est exploitée comme chemin de fer touristique par le Chemin de fer à Vapeur des Trois Vallées.

## Histoire

### Origine
Les premières études concernant cette ligne remontent au début des années 1830. Elles sont dues à MM. Remi De Puydt et consorts qui avaient principalement pour objet de favoriser et étendre, par le bas prix du transport des matières pondéreuses, la production de la houille, dans le bassin de Charleroi et celle de la fonte de fer, dans un grand nombre d'établissements métallurgiques des provinces du Hainaut et de Namur, en même temps que l'on en assurerait l'exportation économique vers la Meuse française. Ils soumettent une demande de concession assortie d'un avant-projet, ce qui engage l'État à effectuer une enquête diligentée, à partir de 1833, par une commission spécifique dans chacune des deux provinces.
Un projet de tracé est présenté par les demandeurs en 1834. Il débute sur la route de Lodelinsart à Châtelet, près de Châtelineau, et suit la vallée de la Sambre jusqu'à Marchienne, puis remonte l'Eau d'Heure jusqu'au-delà de Silenrieux, pour franchir la crête de partage de l'Entre-Sambre-et-Meuse, à Cerfontaine, au moyen d'un double plan incliné. Il descend ensuite à Mariembourg d'où le tronc principal aboutit en France, à Vireux-sur-Meuse, à deux kilomètres de la frontière. S'ajoute trois embranchements, le premier de Mariembourg à Couvin et les deux autres partant de Thy-le-Château et de Walcourt se dirigent sur les minières de Morialmé et de Florennes. Il est alors prévu que le tronc principal et l'embranchement de Couvin soient exploités, par locomotives, et les embranchements des minières, par chevaux.
Les deux commissions rendent un avis favorable, sur la demande de concession et sur l'application des tarifs proposés, en septembre 1835. Après avoir étudié et rejeté des projets présentés par l'ingénieur Splingard, le chemin de fer de l'Entre-Sambre-et-Meuse est déclaré d'utilité publique par l'arrêté royal du 16 avril 1836. Le 29 novembre de cette même année un arrêté royal précise les clauses et conditions de la mise en adjudication et du cahier des charges qui sera lié à la concession.

### Ligne concédée

#### Première concession
Le 12 avril 1837 un arrêté royal accorde la concession du chemin de fer de l'Entre-Sambre-et-Meuse à MM. De Puydt et consorts. Ceux-ci, en conformité avec l'article 69 du cahier des charges, cèdent leurs droits à une société anonyme dont les statuts avaient été approuvés par l'arrêté royal du 9 avril 1838. La nouvelle société engage les travaux dans le vallon de l'Eau d'Heure, mais ils ne tardèrent pas à être abandonnés du fait des difficultés financières de l'entreprise. L'assemblée générale du 8 janvier 1839 prononce la dissolution de la société, cette décision est actée le 22 janvier par une nouvelle disposition royale.
En avril et mai 1840, les anciens concessionnaires adressent au Roi et aux Chambres, des requêtes pour obtenir de l'État, la garantie d'un « minimum » d'intérêt du capital d'exécution du chemin de fer. Cela donne lieu le 11 juin de la même année, à la Chambre des représentants, à une proposition spéciale de la part de trois de ses membres, MM. Zoude, Puissant et Seron. La Chambre, lors de sa séance du 13 juin 1842, reçut communication du rapport et des conclusions de la section centrale, sur le principe de la garantie minimum d'intérêt et sur son application à certaines concessions de travaux publics.

#### Nouvelles études
Sous la pression des populations et des industriels en attente du chemin de fer, le département des travaux publics décide, le 12 janvier 1842, sans préjuger s'il conviendrait que le gouvernement concourût d'une manière quelconque à son établissement, de charger des ingénieurs des ponts et chaussées, de l'étude d'un tracé définitif se reliant, dans la vallée de la Sambre, au réseau des chemins de fer de l'État. Cette mission est confiée à l'ingénieur Magis sous la responsabilité de l'inspecteur divisionnaire.

#### Deuxième concession
Fin 1848, la Société du chemin de fer de l'Entre-Sambre-et-Meuse, financée par des capitaux anglais, inaugure une relation Charleroi - Walcourt - Morialmé, avec antenne de Berzée vers Laneffe afin d'améliorer le transport de minerai extrait à Morialmé et Laneffe vers la sidérurgie carolorégienne. Entre 1852 et 1854, la ligne est prolongée au départ de Walcourt vers Mariembourg et Vireux-Molhain, sur les rives de la Meuse, au sud de Givet. La connexion avec la ligne Givet - Charleville de la Compagnie de l'Est ne sera toutefois établie qu'en 1862.
En 1864, la création du Grand Central Belge est l'occasion d'un changement d'exploitant, même si l'Entre Sambre et Meuse reste officiellement concessionnaire de la ligne.

### Ligne de l'État
En 1897, l'État Belge reprend l'exploitation de la ligne. La concurrence qui règne avec les compagnies privées (et notamment le Nord-Belge) en fait l'itinéraire de transit privilégié entre les mines de la Basse-Sambre et la sidérurgie du Nord-Est français. Les importantes installations de Treignes sont inaugurées en 1902 et la mise à double voie a progressivement lieu du Nord au Sud au début du XXe siècle. Le premier conflit mondial interrompra ces travaux à hauteur de la gare de Nismes. Les travaux préliminaires à la poursuite de doublement reprennent en 1925 mais la voie ne sera jamais posée.
À l'aube de la Seconde Guerre mondiale, la SNCF a uni les compagnies régionales françaises et décide de centraliser son trafic de transit vers la Belgique sur le point frontière de Ecouviez (ligne 155) au détriment de Givet et des lignes qui y aboutissent. L'effondrement du trafic de transit est encore accentué par la nationalisation de la ligne 154 qui présente un profil plus favorable. De sorte que la SNCB démonte la seconde voie entre Mariembourg et Nismes dès 1948. Elle introduit parallèlement une desserte par autorails type 608 (monocaisse) et 620 (bicaisse). En 1959, la remise à voie unique se poursuit avec le tronçon Walcourt - Mariembourg.
En 1962 débute la fermeture au trafic voyageur « par tronçon » : la section Treignes - Vireux perd sa desserte, suivie l'année suivante par la section Mariembourg - Treignes. Le tunnel de Vireux, sous la frontière, est déferré et muré.

### Ligne 132N
En 1970, la construction des barrages de l'Eau d'Heure laisse craindre la fermeture le la section au Sud de Walcourt. La SNCB décidera de détourner la ligne entre Walcourt et Neuville via les lignes 135, 136 et 136B (désaffectées à cette époque).

### Fermeture partielle et reconversion
La desserte fret persiste de bout en bout jusqu'en 1971, date à laquelle est abandonné tout trafic entre Nismes et la France. En 1976, le CFV3V (Chemin de fer à Vapeur des Trois Vallées) qui a été créé par quelques passionnés, par ailleurs agents SNCB exerçant dans la région, démarre une exploitation touristique vapeur entre Nismes et Treignes. Cette activité est prolongée vers Mariembourg après la fermeture de la cour à marchandise de Nismes en 1977.
En 1984 a lieu la réouverture de la ligne 134, de Mariembourg à Couvin, mettant fin au terminus des trains de voyageurs en gare de Mariembourg. En 1988, la cour à marchandise de Walcourt, la dernière desservie sur la ligne, est fermée.
En 2002, la SNCB restructure l'offre voyageur qui s'essoufflait, avec des temps de parcours peu attrayants, dans le cadre d'un projet de « qualité totale ». Elle introduit de nouveaux autorails (de la série 41) en replacement des rames tractées de voitures M2 (motrices de la série 62). La voie est remise à niveau et la vitesse de référence portée de 90 à 120 km/h là où cela est possible sans gros travaux.
Depuis le 3 septembre 2018 les trains Omnibus (L) et certains trains d’heure de pointe (P) sont renommés et deviennent la ligne S64 du RER de Charleroi.

## Caractéristiques

### Les ouvrages d'art
La ligne compte plusieurs tunnels : 
- Jamioulx (145 m),
- Ham-sur-Heure (444 m),
- Senzeille (594 m), situé sur l'ancien tracé[8],
- Nismes, tunnel des Abannets (485 m), sur la section en exploitation touristique,
- Vireux : tunnel de Najauge (243 m), déferré et muré, utilisé comme champignonnière.

En outre, plusieurs ponts franchissent le Viroin.
Deux ponts en pierre de taille enjambent l'Eau d'Heure (rivière), l'un à Beignée (le pont Roch), l'autre à Jamioulx. À Beignée, il y a également une passerelle surplombant les voies qui desservait jadis les forges hydrauliques de Biatrooz.

## Exploitation
Depuis 2004, un trafic marchandise est à nouveau organisé sur la ligne : la carrière Les Petons, exploitée par Solvay à Yves-Gomezée expédie par trains entiers du ballast vers l'Allemagne. La traction est assurée par des locomotives diesel de la série 77, avec remise en tête à la gare de formation de Monceau-sur-Sambre et soit traction électrique, soit triple traction de série 77.
Les lignes 132 et 134 sont desservies par le train S64 toutes les  heures en semaine et toutes les deux heures le week-end, et ce, dans chaque sens. En semaine, plusieurs trains trains d'heure de pointe (P) assurent également la liaison entre Charleroi et Couvin. Tous ces trains sont assurés par des autorails AR41.